# Siegfried Hausner
Siegfried Hausner né le  24 janvier 1952 à Selb et décédé le 5 mai 1975 à la prison de Stuttgart-Stammheim était membre de la première génération de la Fraction armée rouge.

## Biographie
Le 24 avril 1975, lors de l'occupation de l’ambassade d’Allemagne à Stockholm par le « commando Holger Meins » de la R.A.F., il est arrêté avec Hanna Krabbe, Lutz Taufer, Bernard Roessner et Karl-Heinz Dellwo, membres du commando. Grièvement blessé, il meurt de ses blessures en prison.